# YouTube

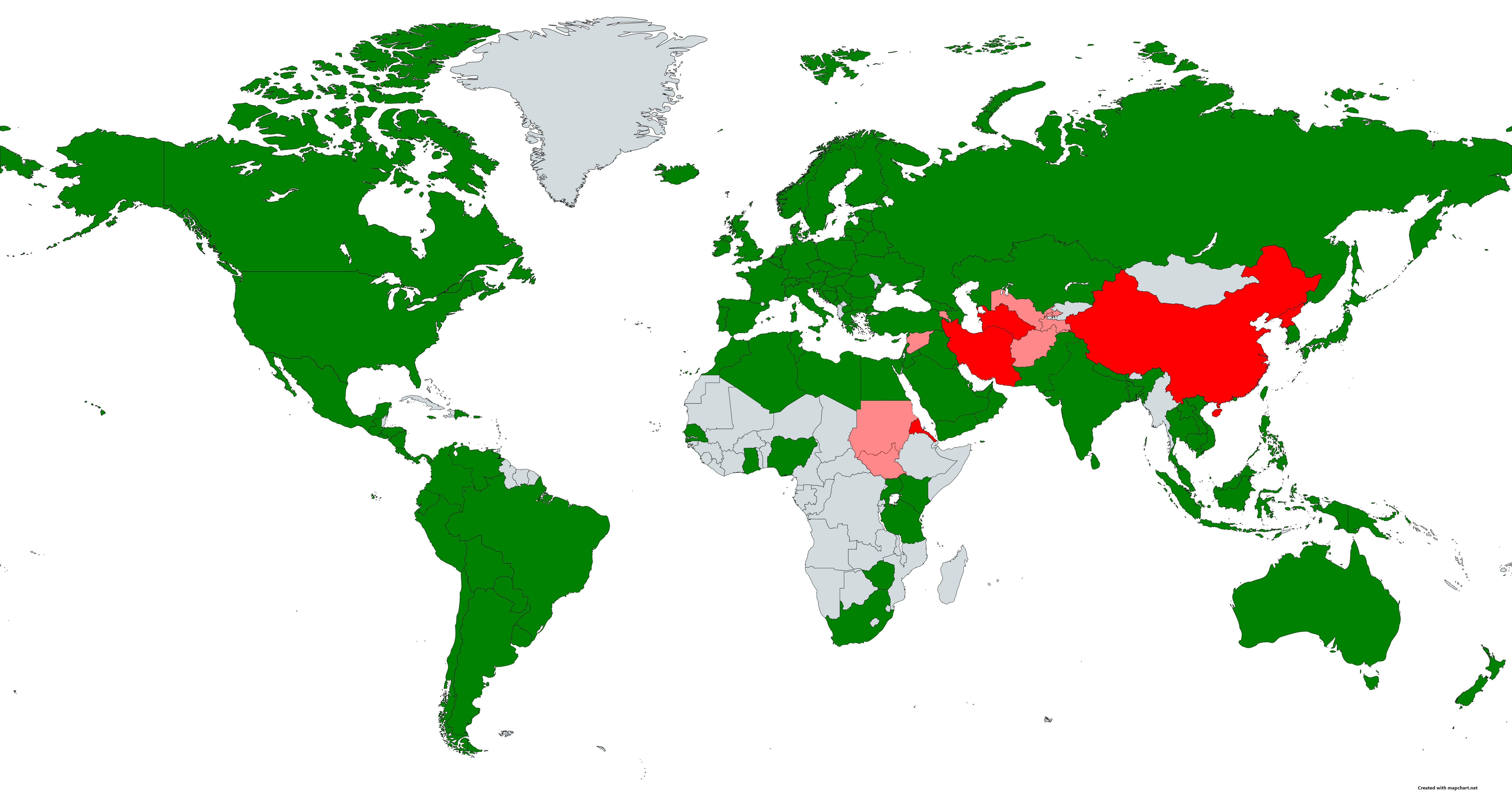
Stav k srpnu 2022:
má lokalizovanou verzi
přístupný
dříve blokován
blokován

YouTube [ju:tu:b] je největší internetový server pro sdílení videosouborů. Založili jej v únoru 2005 zaměstnanci PayPalu Chad Hurley, Steve Chen a Jawed Karim. Nynějším generálním ředitelem společnosti je od února 2023 Neal Mohan. V listopadu 2006 byl zakoupen společností Google za 1,65 miliardy dolarů (tehdy asi 36,75 miliard Kč). Google nyní provozuje tuto stránku jako dceřinou společnost, uživatelské účty mezi těmito společnostmi jsou propojené.
YouTube povoluje svým uživatelům nahrát a streamovat svá vlastní videa a dále zhlédnout, hodnotit, sdílet a komentovat videa ostatních. Na YouTube jsou dostupné videoklipy, TV klipy, hudební videa, trailery k filmům a další jako například video-blogy, krátká originální videa (Shorts) nebo vzdělávací videa.
Od 9. října 2008 má YouTube i české rozhraní. Byla tak spuštěná 25. služba Google v pořadí. Google kromě českého překladu serveru přinesl také spolupráci s místními partnery. Česko se stalo 22. zemí světa a desátou v Evropě, kde byl YouTube lokalizován. V roce 2010 server získal v soutěži Křišťálová Lupa 1. místo v kategorii publikační platformy.
V říjnu 2015 byla spuštěna placená verze YouTube nazvaná YouTube Premium, umožňující vypnout reklamy u videí a zhlédnout obsah navíc.

## Historie

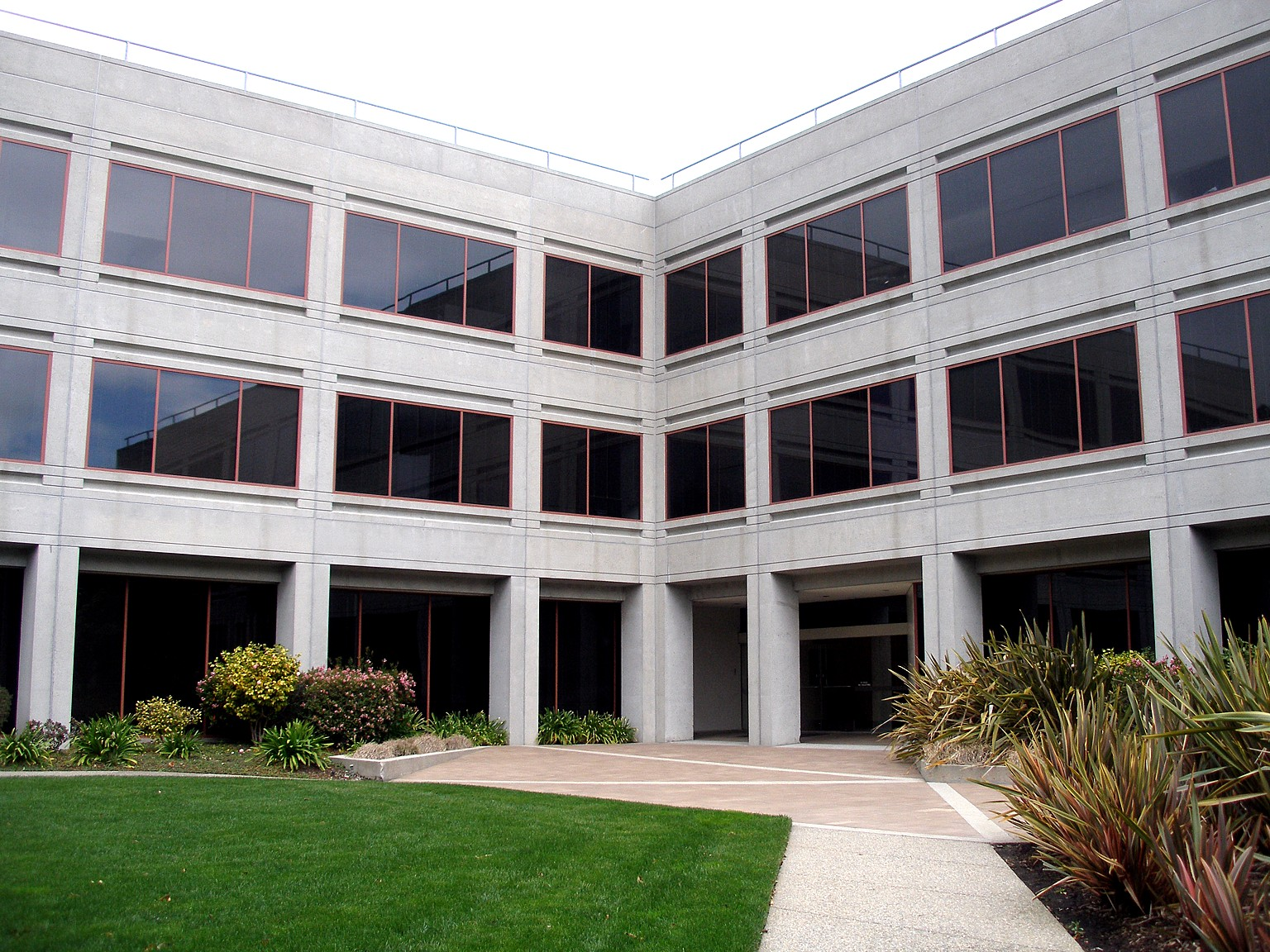
Ředitelství YouTube v San Bruno

Původním záměrem měla být videoseznamka. Nejstarším stále dostupným videem na YouTube je video Me at the zoo (Já v zoo), které bylo publikováno 24. dubna 2005. V tomto videu autor komentuje expozici slonů v zoologické zahradě v americkém San Diegu. Nahrávka má 19 sekund a na server ji nahrál Jawed Karim, jeden ze zakladatelů serveru. Toto video je označované za nejstarší YouTubové video vůbec, respektive za první video v dějinách YouTube.
YouTube byl ze začátku zamýšlen a zaměřen na sdílení domácích videí, postupem času však přibyly i hudební videoklipy, videohry nebo filmy. Některé z obsažených videí se staly fenomény v rámci světového nebo národních internetů s velkým počtem zhlédnutí.
Od doby založení se zlepšovaly a dále zlepšují možnosti záznamových zařízení a přenosové kapacity a rychlosti sítí a s nimi roste také podporovaná kvalita videí na serveru. Průběžně se měnil a přizpůsoboval i layout a celková nabídka se stále vyvíjí a doplňuje o podporu nových technologií s vyššími technickými nároky. Toto postupné zlepšování popsal rapper Dan Bull ve svém singlu The Evolution of Online Video.
Dne 30. srpna 2017 Youtube po 12 letech změnil logo. Části názvu, ze slova „Tube“ zmizelo červené ohraničení, které se přesunulo před samotný nápis a bylo doplněno o ikonu přehrávání, i když právě tuto ikonu YouTube už používal. Změnil se ale i styl písma a také barevné schéma. Designovou změnou prošel také celý web a mobilní aplikace. Přibyla také funkce „tmavé téma“ (v angličtině darkmode), které přepíná světlé části stránky na tmavé a je tedy lepší na používání v noci.

## YouTubeři
V souvislosti s rostoucí popularitou YouTube vznikl i fenomén takzvaných YouTuberů (YouTubers). Jedná se o tvůrce obsahu (videí), kteří kolem sebe budují komunitu svých fanoušků. Spadají do širší skupiny označované termínem influenceři, vzhledem k tomu, že své fanoušky zasahují a ovlivňují, a to i prostřednictvím jiných sociálních sítí (Facebook, Instagram, Pinterest, atd.). YouTubeři nejsou klasickými celospolečenskými celebritami, ale pro svou cílovou skupinu mívají větší signifikanci než celebrity z tradičních médií. Je to proto, že se mohou prosadit jedině, když produkují vlastní obsah a pouze když vstupují do interakce s fanoušky. Pojítkem mezi celebritou a divákem je právě obsah, proto má vztah médium–divák i reálný obsahový základ, komunikace je více rovnocenná (oba sedí u počítače, YouTuberem se může stát každý, pod video lze napsat komentář a u tradičních celebrit je vždy mezi nimi a spotřebitelem nějaký typ bariéry, která zakládá nerovnost).
YouTubeři se proto používají také v marketingu. Vzniká kolem nich rozsáhlá komunita a je tak možné tvrdit, že se pomalu stávají mainstreamovými celebritami. Vystupují na vlastních festivalech (např. Utubering), společenských akcích (např. Zlatý slavík) mají agentury, které je zastupují (např. GetBoost). Začínají s nimi spolupracovat také orgány státní správy, které chtějí komunikovat s mladou generací (např. vzdělávání, propagace určitých myšlenek a doporučení jako nebezpečí řízení po požití alkoholu, atd.). V České republice první spolupráci s YouTubery v této oblasti navázala Rada vlády pro udržitelný rozvoj, která spolupracovala s Martinem Rotou při komunikaci Cílů udržitelného rozvoje. Jeho video mělo během několika hodin více zhlédnutí než Obamova řeč na podobné téma v OSN.

### Play Button
YouTubeři dostávají za jejich počet odběratelů tzv. Play Button. Seznam play buttonů:
- Silver Play Button – udělen za získání 100 000 odběratelů
- Golden Play Button – udělen za 1 000 000 odběratelů
- Diamond Play Button – udělen za 10 000 000 odběratelů
- Custom Play Button – udělen za 50 000 000 odběratelů
- Red Diamond Play Button – udělen za 100 000 000 odběratelů

## Statistiky
YouTube má v roce 2021 přes 2 miliardy přístupů přihlášených uživatelů měsíčně a každou minutou uživatelé nahrají 500 hodin nových videí. YouTube je tak po internetovém vyhledávači Google druhou nejnavštěvovanější webovou službou světa. Nejsledovanějším videem všech dob byl videoklip Despacito od Luise Fonsiho a Daddy Yankeeho s více než 7,8 miliardy zhlédnutí (k dubnu 2022). Ovšem potom došlo k převratu a Despacito se posunulo ve sledovanosti na 2. místo. Nově je nejsledovanější videoklip Baby Shark Dance, k dubnu 2022 má 10 miliard zhlédnutí. Zajímavostí je to, že kdyby se spojily písně podle počtu zhlédnutí, hrály by dokola přes 35 000 let.

## Kritika
Server je častým terčem kritiky, v některých zemích je přístup blokován. Nejčastěji bývá kritizováno porušování autorských práv ze strany totalitních režimů a cenzorských organizací, pak přílišná svoboda slova, jinými autory naopak cenzura z politických důvodů, pomlouvačný, zesměšňující obsah či zobrazování násilných scén nebo sexuálních scén.
V souvislosti s plánovaným předplatným na rozšířenou hudební službu vyžaduje YouTube podepsání nové smlouvy s interprety, jejíž podmínky se ale nelíbí některým nezávislým vydavatelstvím, takže novou smlouvu odmítli podepsat. Americká asociace nezávislé hudby, která tato nezávislá vydavatelství zastupuje v USA a v Evropě, kvůli novým smluvním podmínkám požádala o vládní intervence.

## Český YouTube
Český YouTube navštíví měsíčně 5,1 mil. unikátních českých uživatelů (k březnu 2018), podle průzkumu ho v květnu 2012 navštívilo alespoň jednou 82 % lidí připojených k internetu v České republice.
Nejsledovanějším videem na českém Youtube byla v dubnu 2022 nejspíše píseň Katarze od skupiny Slza s více než 159 miliony zhlédnutími. Druhé bylo video z traktoriády v Horní Plané se 116 miliony zhlédnutími, následované hudebním videem Pokémon Go Song od Mishy s více než 95 miliony zhlédnutími. Na slovenském YouTube se dlouhou dobu na prvním místě drželo hudební video „Žijeme len raz“ od rappera Ega a Roberta Buriana (k dubnu 2022 přes 86 milionů zhlédnutí). Později však bylo předstiženo několika klipy k dětským písním, přičemž píseň Na hada se blíží 200 milionům zhlédnutím.
YouTube neposkytuje žebříčky podle zemí, takže není možné přesně zjistit, které video je v dané zemi nejsledovanější, a rovněž výše zmíněné pořadí není oficiální a snadno dokazatelné. Nejsledovanější resp. nejpopulárnější video lze zobrazit pouze v rámci videí jednoho kanálu.

## Funkce

### Přehrávání
V minulé době bylo třeba mít pro přehrávání videí na YouTube nainstalován Adobe Flash Player plug-in v internetovém prohlížeči, nicméně v současnosti přehrávač funguje na HTML5 API, které nevyžaduje žádný externí dodatek a YouTube se o Flash Playerovou verzi nestará.

### Seznamy videí
Každý uživatel YouTube může kompilovat nahraná díla do seznamů videí, které mohou být veřejné i soukromé. Do seznamu videí může být uloženo kterékoliv video, ke kterému byl autorovi seznamu udělen přístup. Pokud je video jeho autorem odstraněno nebo označeno jako soukromé, odkaz na něj nadále zůstává v seznamech videí, přehrát jej ale nelze.

### Nahrávání

První logo YouTube bylo používáno mezi roky 2005 až 2011

Každý uživatel YouTube může nahrát video dlouhé do 15 minut. Uživatelé, kteří jsou ověřeni (například telefonním číslem) mohou nahrávat až 12 hodin dlouhá videa. Od roku 2005 se na YouTube mohla nahrávat jakkoliv dlouhá videa, limit 10 minut nastal v roce 2006, protože uživatelé na YouTube nahrávali obsah s autorskými právy, jako například filmy. V roce 2010 byl 10minutový limit rozšířen na 15 minut.
Videa na YouTube lze nahrát také z mobilu. YouTube dovoluje nahrát videa v mnoha formátech: .AVI, .MKV, .MP4, .MOV, .DivX, .FLV, .ogg a .ogv. Ty obsahují video formáty jako například MPEG, MPEG-4, VOB a .WMV.

### Živé vysílání
Uživatelé kromě svých předem připravených videí mohou s ostatními sdílet i živá vysílání, tzv. Live streamy. Pro spuštění živého vysílání v aplikaci YouTube stačí otevřít aplikaci, v horní části obrazovky zvolit symbol kamerky a klepnout na něj. Poté se kromě standardní možnosti nahrání již vytvořeného videa objeví i nová možnost Spustit živé vysílání. Po jejím zvolení budete moci živě vysílat video na YouTube přímo ze svého telefonu.
V roce 2025 platforma zakázala živě vysílat osobám mladším šestnácti let.

### Kvalita
Původně YouTube povolovalo jednu kvalitu videa a to 320x240 pixelů s MP3 audiem. V současnosti je několik možností – 240p, 360p, 480p, 720p (HD), 1080p (HD+).
V roce 2010 YouTube umožnilo nahrát videa v 4K, což je 4096×3072 pixelů. Od roku 2014 je od 720p možnost přidat videa s 60 FPS. V červnu 2015 byla přidána možnost nahrát videa v 8K, což je 7680×4320 pixelů.

### 3D
21. června 2009 oznámil Peter Bradshaw, že uživatelé budou moci nahrávat 3D videa.

### 360° videa
Od roku 2015 YouTube podporuje také 360stupňová videa, kdy si uživatel může prohlédnout video ze všech stran, pouhým kliknutím a tahem, u mobilní verze otáčením telefonu nebo přejížděním prstu po jeho displeji.

### Blokování videí
Youtube povoluje vlastníkům autorských práv zablokovat videa, která porušují autorská práva. Pokud se porušení autorských práv prokáže, uživatel, který video nahrál, dostane sankci a za tři sankce během tří měsíců bude účet zablokován. Dále lze videa zablokovat za pornografický obsah, násilný obsah, šikanující obsah atd.

### YouTube Community
V září 2016 YouTube oznámil spuštění vlastní funkce sociální sítě s názvem YouTube Community.
Přístup k ní mají pouze uživatelé s více než 500 odběrateli. Příspěvky v komunitě mohou obsahovat obrázky, GIFy, texty a videa.
YouTube Go je aplikace pro Android, jejímž cílem je usnadnit přístup k YouTube na mobilních zařízeních na rozvíjejících se trzích. Je odlišná od hlavní aplikace společnosti pro Android a umožňuje stahování videí a jejich sdílení s ostatními uživateli. Umožňuje také uživatelům náhled videí, sdílení stažených videí přes Bluetooth a nabízí více možností ovládání mobilních dat a rozlišení videa.
YouTube projekt oznámil v září 2016 na akci v Indii. V Indii byl spuštěn v únoru 2017 a v listopadu 2017 se rozšířil do dalších 14 zemí, včetně Nigérie, Indonésie, Thajska, Malajsie, Vietnamu, Filipín, Keni a Jihoafrické republiky. Od 1. února 2018 byl spuštěn ve 130 zemích světa, včetně Brazílie, Mexika, Turecka a Iráku. Aplikace je dostupná pro přibližně 60 % světové populace.

### YouTube Kids
YouTube Kids je americká aplikace pro dětská videa, kterou vyvinula společnost YouTube, dceřiná společnost Googlu. Aplikace byla vyvinuta v reakci na rodičovskou a vládní kontrolu obsahu dostupného dětem. Aplikace poskytuje verzi služby zaměřenou na děti, s kurátorovaným výběrem obsahu, funkcemi rodičovské kontroly a filtrováním videí považovaných za nevhodná ke sledování pro děti mladší 13 let, 8 nebo 5 let v závislosti na zvolené věkové skupině. Aplikace byla poprvé vydána 15. února 2015 jako mobilní aplikace pro systémy Android a iOS, od té doby byla vydána pro chytré televizory LG, Samsung, Sony a také pro Android TV. Dne 27. května 2020 se stala dostupnou i pro Apple TV. Od září 2019 je aplikace dostupná v 69 zemích včetně Hongkongu a Macaa. YouTube spustil webovou verzi YouTube Kids 30. srpna 2019.

### YouTube Movies
YouTube Movies je služba společnosti YouTube, která na svých webových stránkách zobrazuje filmy. Mnoho filmů je k vidění zdarma, s reklamami.

### YouTube Music
Dne 28. září 2016 jmenoval YouTube Lyora Cohena, spoluzakladatele společnosti 300 Entertainment a bývalého manažera Warner Music Group, globálním šéfem hudebního oddělení.
Na začátku roku 2018 začal Cohen naznačovat možné spuštění nové předplacené hudební streamovací služby YouTube, platformy, která by konkurovala jiným službám, jako jsou Spotify a Apple Music. Dne 22. května 2018 byla spuštěna platforma pro streamování hudby s názvem YouTube Music.

### YouTube Premium
YouTube Premium (dříve YouTube Red) je prémiová předplatitelská služba YouTube. Nabízí streamování bez reklam, přístup k původním pořadům, přehrávání videa na pozadí a offline přehrávání na mobilních zařízeních. Služba YouTube Premium byla původně oznámena 12. listopadu 2014 jako „Music Key“, předplacená služba streamování hudby, a měla se integrovat se stávající službou Google Play Music „All Access“ a nahradit ji. Dne 28. října 2015 byla služba znovu spuštěna jako YouTube Red, která nabízí streamování všech videí bez reklam a přístup k exkluzivnímu původnímu obsahu. Od listopadu 2016 má služba 1,5 milionu předplatitelů, další milion na základě bezplatného vyzkoušení. V červnu 2017 získala první sezóna YouTube Originals celkem 250 milionů zhlédnutí.

### YouTube Shorts
V září 2020 YouTube oznámil, že spustí beta verzi nové platformy patnáctisekundových videí, podobně jako TikTok, nazvané YouTube Shorts. Platforma byla nejprve testována v Indii, ale od března 2021 se rozšířila do dalších zemí včetně Spojených států, přičemž videa nyní mohou být dlouhá až 1 minutu. Platforma není samostatnou aplikací, ale je integrována do hlavní aplikace YouTube. Stejně jako TikTok poskytuje uživatelům přístup k vestavěným kreativním nástrojům, včetně možnosti přidávat do svých videí licencovanou hudbu. Globální beta verze platformy byla spuštěna v červenci 2021.

### YouTube Stories
V roce 2018 začal YouTube testovat novou funkci, která se původně jmenovala „YouTube Reels“ a je téměř totožná s Instagram Stories a Snapchat Stories. YouTube později funkci přejmenoval na „YouTube Stories“. Je k dispozici pouze tvůrcům, kteří mají více než 10 000 odběratelů, a lze ji zveřejnit/prohlédnout pouze v mobilní aplikaci YouTube.

### TestTube
Experimentální funkce YouTube jsou přístupné v oblasti webu nazvané TestTube.
Například v říjnu 2009 byla v rámci tohoto programu implementována funkce vyhledávání komentářů přístupná pod /comment_search. Později byla tato funkce odstraněna.
Později téhož roku byl představen YouTube Feather jako odlehčená alternativní stránka pro země s omezenou rychlostí internetu.

### YouTube TV
Dne 28. února 2017 v tiskovém prohlášení, které se konalo na YouTube Space v Los Angeles, YouTube oznámil YouTube TV, předplacenou službu ve stylu MVPN, která bude dostupná pro zákazníky ve Spojených státech za cenu 35 USD měsíčně. Služba, která byla zpočátku spuštěna na pěti hlavních trzích (New York, Los Angeles, Chicago, Filadelfie a San Francisco) nabízí živé přenosy programů pěti hlavních vysílacích sítí (ABC, CBS, The CW, Fox a NBC), a také přibližně 40 kabelových kanálů vlastněných mateřskými společnostmi těchto sítí, společnostmi The Walt Disney Company, CBS Corporation, 21st Century Fox, NBCUniversal a Turner Broadcasting System (mimo jiné Bravo, USA Network, Syfy, Disney Channel, CNN, Cartoon Network, E!, Fox Sports 1, Freeform, FX a ESPN). Předplatitelé mohou za příplatek získat také programy Showtime a Fox Soccer Plus jako volitelné doplňky a také mají přístup k původnímu obsahu YouTube Premium.

## Zajímavosti
Podle studie americké společnosti Ellacoya Networks, vyrábějící analyzéry síťového provozu, se v roce 2007 YouTube podílel na celkovém internetovém provozu 10 % z celkových 18 %, které zabírá streamované video.
V současnosti je videem s největším počtem zhlédnutí dětská písnička Baby Shark poté, co překonala skladbu Despacito od Luise Fonsiho a Daddy Yankeeho (vydanou 12. ledna 2017). Ta už dříve překonala hranici 5 miliard zhlédnutí a skladbu See You Again od Wiz Khalify a Charlieho Putha (vydanou 6. dubna 2015), která byla nejsledovanějším videem pouze několik týdnů. Do července 2017 držel prvenství několik let videoklip ke skladbě Gangnam Style od jihokorejského rappera PSY.

### Ruská pokuta
V říjnu 2024 udělil ruský soud Googlu pokutu v celkové výši dvě sextialirdy rublů (20 kvintiliard amerických dolarů) za omezování ruských státních mediálních kanálů na YouTube. Pokuta uložená Ruskem několikanásobně převyšuje celkový světový HDP, který Mezinárodní měnový fond odhaduje na 110 trilionů amerických dolarů. Tisková agentura TASS uvedla, že Google se smí vrátit na ruský trh pouze v případě, že splní rozhodnutí soudu. Mluvčí Kremlu Dmitrij Peskov označil soudní rozhodnutí za „symbolické“ a varoval Google, že „by neměl omezovat činnost našich vysílatelů na jeho platformě.“